# Academi
Academi (tidigare Xe, Blackwater Worldwide samt Blackwater USA) är ett amerikanskt säkerhetsföretag/militärföretag som startades 1997, och har sitt högkvarter i North Carolina. I december 2011 bytte man namn till Academi. Företaget har uppträtt i ett 30-tal olika namn vid federala upphandlingar efter Irakkriget. 
Under 2014 utfördes en företagssammanslagning med den forna konkurrenten Triple Canopy. Det nya bolagets namn är  Constellis Group.

## Beskrivning

### Historia
Efter att ha fått ett mångmiljonarv från sin fars dödsbo startade Erik Prince företaget Blackwater USA. Erik hade en kort militär karriär och hade bland annat fullgjort tre terminer för att bli en Navy Seal, men avslutade utbildningen i förtid i samband med faderns död.
Verksamheten och affärsidén var inledningsvis att genom säkerhetsinstruktörer erbjuda militära och polisiära myndigheter utbildning. Efter en mycket framgångsrik start expanderade verksamheten till nya områden som till exempel att sälja säkerhetstjänster till USA:s utrikesdepartement och, även för insatser utomlands. Denna verksamhet fick namnet Blackwater Worldwide, vilket i oktober 2007 blev namnet på hela företaget. Man har även fått en federal order på flera miljarder dollar för bekämpning av narkotikasmuggling, huvudsakligen i projektet Plan Colombia vilket bland annat innefattade träning och support av den colombianska polisen och militären. 
Företaget är indelat i flera olika affärsområden och har enligt egna uppgifter världens största privata militära träningsläger, beläget i Moyock, North Carolina samt bland annat egen tillverkning av övningsutrustningar och bepansrade fordon. Det har blivit mycket populärt bland amerikanska förband att utföra övningar på företagets moderna anläggningar, men även vapenindustrin i USA tar hjälp av bolaget och dess personal för att utvärdera nya vapen. 
Det tidigare namnet Blackwater syftar till de svarta torvmyrar som finns inom företagets 2 833 hektar stora övningsområde.
Enligt uppgifter från Associated Press den 13 februari 2009 har företaget meddelat att man från och med nu kommer att arbeta under namnet 'Xe' (uttalas 'zee'). Enligt ledningen är detta en del av att ändra företagets inriktning och målsättning. Företaget blev mycket kritiserat efter dödsskjutningen av över ett dussin civila i Irak. En talesman för företaget deklarerade att de känner att det tidigare namnet Blackwater är alltför starkt förknippat med företagets arbete i Irak. Xe:s två största konkurrenter var vid denna tid Dyncorp och Triple Canopy.

### Bolagets snabba framgång
Bushadministrationens strategi att starta Kriget mot terrorismen blev finansiellt det stora genombrottet för bolaget.

### PR och marknadsföring
Man anlitade PR- och lobbyföretaget Alexander Strategy Group, som redan hade ett nära samarbete med Bushadministrationen.
PR-firman stängdes dock senare ner på grund av flera fällande domar i en mutskandal kring PR-firmans frontfigur, lobbyisten Jack Abramoff samt en rad republikanska politiker. Bolaget använde därefter företaget C&M Capitolink för sina politiska uppvaktningar, och har under 2008 betalat 240 000 dollar för lobbying.
PR- och lobbyföretaget BKSH (Black, Kelly, Scruggs & Healey) anlitades för att stödja Erik Prince inför kongressutfrågningarna under oktober 2007, angående bolagets förehavanden i Irak. BKSH har starka band till den republikanske strategen Charles Black, som också var ansvarig kampanjrådgivare inför presidentvalet 2008, för den republikanske huvudkandidaten John McCain.

### Personalpolitik
Bolaget har framgångsrikt lyckats värva flera högt uppsatta personer inom både CIA och Pentagon. Till vice ordförande värvades Cofer Black. Han var tidigare ansvarig inom CIA för vissa terroristfrågor, speciellt tillsatt av Bushadministrationen efter elfte september. Bolagets lyckade värvningar har medfört att man har fått de rätta politiska kopplingarna och därmed de stora beställningarna.

### Terrorism Research Center(TIS)
Eric Prince ägde även företaget Terrorism Research Center vilket sedan 2007 ingår i Total Intelligence Solutions (TIS), där även Cofer Black är delägare. TIS verksamhetsområde är insamling och bearbetning av underrättelser, vilket traditionellt har utförs av CIA.

### Kritik

Rörelsen Anti-Xe/Blackwaters logotyp.

Företaget har verkat i bakgrunden av Irakkriget som en privatarmé, och har blivit allt mer uppmärksammat för oprovocerat våld, och dess inblandning i ett otal dödsskjutningar av till synes oskyldiga passerande civila. Bland Iraks befolkning är denna typ av företag ökänt och avskytt för dess vana att "skjuta först och fråga sedan"[källa behövs].   
Bush-administrationen har använt säkerhetsföretag i syfte att reducera antalet döda amerikanska soldater i Irak, detta genom att lägga ut farliga uppdrag. Därmed slipper försvarsmakten att redovisa ännu fler stupade amerikaner. Den amerikanska försvarsmakten ansåg till en början att de kontraktsanställda utför viktiga uppdrag som frigör amerikanska soldater för andra uppgifter, men den uppfattningen har förbytts till det motsatta; Att försvarsmakten måste åka på uppdrag för att återupprätta ordningen efter att kontraktsanställda har skapat kaos. En rapport från Congressional Research Service från 2007 visar att 182 000 anställda hos privata militära företag och privata säkerhetsföretag är kontrakterade under amerikanska myndigheter i Irak. Av dessa är 118 000 irakier, 21 000 amerikaner och 43 000 kommer från andra länder, bland annat Chile, Fiji, Nepal, Sydafrika och Storbritannien. Det finns inga uppgifter om hur många säkerhetsvakter som har omkommit i Irak.
Ur ett juridiskt perspektiv har bolaget och andra privata säkerhetsföretag samt privata militära företag haft en oklar juridisk status i och med att chefen för den civila administrationen i Irak, amerikanen Paul Bremer utfärdat ”Order 17” som författades 2004, då USA styrde Irak. ”Order 17” innebar att amerikanska styrkor och myndighetspersoner samt kontraktsanställda endast omfattas av lagen från den stat de skickats från och därmed innehar immunitet mot irakisk lag. Man befinner sig alltså i en gråzon med fritt spelrum av laglöshet, där kontraktsanställda som har begått brott blir hemskickade utan påföljd, i samverkan med USA:s utrikesdepartement. Det har också förekommit att amerikanska myndigheter verksamma i Irak har överlåtit till anställda att skriva utredningsrapporter om sina egna dödsskjutningar. Bushadministrationen har nyttjat företaget för att optimera framgångarna i Irak, delvis genom att gå förbi de amerikanska myndigheterna. Bolaget lyder formellt inte under vare sig militären, Pentagon, FBI eller CIA utan arbetar bara för sin/ sina aktuella uppdragsgivare i förbindelse med varje enskilt uppdrag . 

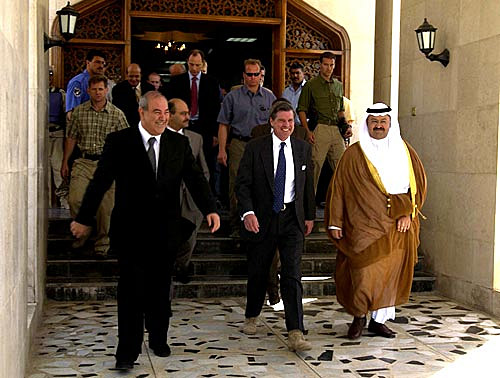
Amerikanen Paul Bremer, chef för Iraks administration, eskorterad av företagets personal

Den irakiska regeringen har arbetat med att få den dominerande aktören att lämna landet efter att företaget varit inblandat i en dödsskjutning av 17 civila. Man anser också att utgifterna för säkerhetsbevakningen tär på budgeten som annars skulle gå till infrastrukturutveckling. Under 2006 erhöll bolaget totalt 593 601 951$ av federala medel för sina insatser i Irak, där stora delar har kontrakterats utan offentlig upphandling eller insyn. Företagets mest hemliga uppdrag får inte redovisas finansiellt av säkerhetsskäl. En normallön för en Amerikansk soldat ligger på cirka 57$ per dag, medan en anställd hos bolaget beräknas tjäna mellan 500 och 600$ per dag.
Grundaren och ende ägaren, Eric Prince, har starka band till den kristna radikala högern i USA, och Prince visar öppet sina sympatier för Republikanerna. Eric Prince har donerat över 250 000$ till Republican National Committee, vilka arbetar med politiska strategier och stöd till olika republikanska politiker. Flera i släkten Prince är djupt engagerade i det republikanska partiet, och Erik Prince har i yngre år praktiserat i Vita huset, under Bush den äldres tid.
Efter Orkanen Katrina anlitades bolaget av den drabbade regionen för att motverka bland annat plundring. De tungt beväpnade säkerhetsvakterna har jobbat utan någon övervakning eller kontroll från myndigheterna sida, i strid mot gällande lagar. Även de arvoden som bolaget erhöll från myndigheterna på 950$ per person och dag, vilket summerade sig till ca 33 000 000$, anses inte skäliga.

### Utredningar
Kongressen i USA har granskat bolaget (och andra privata säkerhetsbolag) för deras insatser i Irak, på grund av alla incidenter och dödsskjutningar. I september 2007 drogs bolagets licens i Irak in tillfälligt, efter att ha dödat ett tiotal civila under oklara eller rättsligt tveksamma omständigheter.. Utredningarna har bland annat resulterat i att militären nu har en överordnad roll gentemot säkerhetsbolagen. FBI har utrett skottlossningen där anställda i bolaget dödade 17 civila Irakier, men det visade sig att personal på amerikanska UD hade gett de inblandade åtalsimmunitet.
Ett av företagets flygplan havererade 2004 i Afghanistan under ett uppdrag med personal- och godstransporter för den amerikanska staten. Vid tillfället rådde bra väder och god sikt på flygrutten mellan Bagram Air Base och Farah. Änkan till en av de omkomna stämde bolaget för vårdslöshet. Änkan som själv är pilot reagerade på en rad märkliga omständigheter. Flygningen genomfördes utan att någon planlagd rutt meddelades. Bolaget hade ingen utrustning för att spåra eller följa flygplanets position. Det havererade planet hittades långt från den mest logiska rutten. Flygplanstypen hade inte kapacitet att ta sig över ett av Afghanistans högsta berg. Bolaget besvarade änkans stämning med att fallet borde tas upp under islamisk lag då olyckan skedde i Afghanistan. (lagsystemet Sharia). Efter att fallet uppmärksammats i amerikanska medier slöts en förlikning mellan parterna. Myndigheterna drog in bolagets tillstånd i en månad.
Under 2007 påbörjade åklagare i USA att undersöka bolagets förbindelse med de illegala amerikanska automatvapen och militär utrustning, som har hittas på den svarta marknaden i Irak. Ärendet har sitt ursprung i att vapnen hittades hos den terroriststämplade organisationen PKK i Turkiet. De turkiska myndigheterna har krävt en förklaring från de amerikanska myndigheterna. Två av bolagets anställda valde att samarbeta med åklagaren. Fem personer, före detta medlemmar i företagets ledning, kallades till domstol i april 2010. Detta efter att myndigheterna hittat oklarheter kring vapenexport efter ett tillslag mot huvudkontoret i Moyock 2008. Bolaget fick betala 42 miljoner USD i böter för att ha brutit mot gällande exportregler.
Åklagare utreder även företaget för mutbrott i Irak, detta i samband med att myndigheterna i Irak har börjat att titta närmare på de dödsskjutningar där säkerhetsföretag har varit involverade.

## Bolagets framtid i Irak
Den 1 januari 2009 erhöll myndigheterna i Irak rätten att själva utfärda licenser för säkerhetsfirmor verksamma i Irak. Detta har resulterat i att Iraks regering, som sedan 2004 jobbat med att få bolaget ut ur Irak, låtit meddela att bolaget inte får sitt tillstånd förnyat. Bolagets sista uppdrag i Irak upphörde i maj 2009. Även amerikanska myndigheter har meddelat att inga nya uppdrag går till bolaget i Irak, om de inte har licens för sin verksamhet där. Mellan 33 och 55% av bolagets omsättning grundar sig på federala kontrakt för Irak. I januari 2010 gjorde Irakiska säkerhetsstyrkor razzior mot privata säkerhetsfirmor i Irak, vars arbetstillstånd löpt ut. Bland beslaget fanns stora mängder gevär, ammunition, granater med mera.

## Nya marknader
Under 2006 startade bolaget sitt dotterbolag Greystone Inc med säte på Bermuda. Företagets VD Chris Burgess och dess ägare Eric Prince är bekanta sedan deras tid som soldater inom Navy SEAL. Greystone har registrerat sig som leverantör till FN inom områdena träning, bemanning samt logistik.
Bolaget har försökt att köpa ett 330 hektar (3,3 km²) stort markområde vid orten Potrero i Kalifornien, nära den mexikanska gränsen. Marken var tänkt att användas som ett nytt träningsläger för polisiära och militära verksamheter. När planerna blev kända bland ortsbefolkningen väcktes en stark opinion mot företagets etablering intill ett naturskyddsområde, vilket till slut fick dem att dra tillbaka sin bygglovsansökan. Två personer i de lokala myndigheterna avskedades då de utan mandat utfärdade bygglov. 
Bolaget har genom lobbying arbetat med att få federala kontrakt inom gränsbevakning.
I november 2008 hölls en demonstrationsflygning av bolagets egenutvecklade zeppelinare "Airship llc polar 400" inför myndighetspersoner. Den fjärrstyrda enheten skall kunna användas för övervakning av till exempel gränsområden, eller militära områden.
I oktober 2008 skickade bolaget sitt 42-metersskepp "M/V MacArthur" till vattnen utanför Somalias kust. Det före detta statliga forskningsskeppet har en 14 man stark besättning samt helikopterplatta, därtill kommer säkerhetsvakter med helikoptrar. Företaget erbjuder hjälp till skeppsredare, vilka har blivit drabbade av pirater.
Uppgifter som har framkommit under 2010 genom Wikileaks, visar att skeppet har haft uppdrag för staten Djibouti att jaga pirater. I samma rapport meddelas att "Företaget inte har några intentioner att ta pirater i förvar eller arrest".
I februari 2008 köpte bolaget ett propellerdrivet flygplan från den brasilianska tillverkaren Embraer. Flygplansmodellen "314-B1 Super Tucano" används även av den brasilianska försvarsmakten. Planet (tvåsitsig variant för flygutbildning) har registrerats och levererats till bolagets dotterbolag "EP Aviation LLC". Totalt finns cirka 30 plan och helikoptrar registrerade i företaget.
2008 försökte man starta företaget Satelles Solutions, ett militärt träningsläger med inriktning på djungel, i den före detta amerikanska militärbasen Subic Bay i Filippinerna. Planerna lades dock ner då arrendet inte beviljades av en oenig filippinsk senat.
2009 startar företaget "Camp Integrity" i Afghanistan. Det 40 hektar stora logistikcentret nära Kabul International Airport var avsett för alla västerländska trupper i landet.
Största kund var amerikanska militären, som kallade anläggningen för en “forward operating base”.
Centrets tjänster tillhandahölls dygnet runt, och utbudet var bränsledepå, verkstäder, logi, kontor och konferensanläggningar.
Hela anläggningen var en hårt bevakad fästning, och ett nav för hela branschen inom militära företag verksamma i regionen.
Bolaget hade under 2009 ett uppdrag av CIA att flyga UAV, dvs fjärrstyrda små bombflygplan (drönare), med målet att terminera (döda) talibaner. Många civila offer har skördats. UAV:er har skickats från baser i Afghanistan och Pakistan. Tidigare var detta ett uppdrag som utfördes av CIA-anställda.
Under 2010 har bolaget fått nya multimiljonuppdrag i Afghanistan, under namnet Paravent. Myndigheterna känner sig dock vilseledda eftersom vapentillverkaren Raytheon Company har agerat som ombud. De har även deltagit vid en omfattande upphandling av polisutbildning i Afghanistan, men då under namnet 'U.S. Training Center'.
2011 släpptes videospelet Blackwater avsett för TV-spelkonsolen Xbox 360.
Spelet togs fram av företaget "505 Games" på uppdrag av Eric Prince. 
På en webbutik med nostalgiartiklar, och det ursprungliga bolagsnamnet Blackwater, beskriver man spelet som: 
"Medryckande närvaro som ger spelaren en chans att känna hur det är att var med i ett team på uppdrag, utan risk att hamna i en verklig krigssituation."  

## Till försäljning
I samband med att företagets toppledning och flera anställda kallades till rättegångar under 2010, valde ägaren Eric Prince att lägga ut hela bolaget till försäljning. Flygenheten EP Aviation LLC såldes separat. Eric Prince har även lämnat USA och är sedan juni 2010 bosatt i Abu Dhabi. Förenade Arabemiraten har inget utlämningsavtal med USA. Från den nya adressen kommer verksamheten att fortsätta med att tillhandahålla säkerhetstjänster till afrikanska stater samt Mellanöstern, bland annat genom företagen Saracen International.
Eric har bl.a. jobbat med ett uppdrag åt staten Förenade Arabemiraten, att bygga upp en 800 man stark legionärsbataljon.. Han har också verksamhet i det HongKong-baserade företaget Frontier Services Group. 
Rykten spreds under 2010 att kemi- och läkemedelsföretaget Monsanto hade köpt bolaget. Detta förnekades via ett meddelande på Monsantos webbsida. I samma meddelande angavs att man inte har haft något att göra med bolaget, utan att uppdrag istället har gått till systerföretaget Total Intelligence Solutions (TIS). TIS har försett Monsanto med underrättelserapporter om grupper och aktiviteter som kan utgöra en risk för företaget och dess personal. Monsanto är verksamma inom bland annat genmodifiering, och blev under Vietnamkriget kända för tillverkningen av kemikalien Agent Orange, även sålt i Sverige som Hormoslyr.
Representanter från Barack Obamas administration meddelade under 2010 att inga statliga uppdrag kommer att gå till bolaget, så länge Eric Prince är företagets ägare. I början på 2011 övergick ägandet till en grupp investerare genom ett riskkapitalbolag utan insyn. De nya ägarna representeras av Jason DeYonker of Forté Capital Advisors, vilka sedan länge är familjen Princes ekonomiska rådgivare. Som oberoende ledamot har John Ashcroft utsetts, han var tidigare justitieminister i Bushadministrationen.

## Presidentvalet 2016 och Donald Trump
Inför presidentvalet 2016 har Eric Prince med familj stöttat Donald Trump både finansiellt och rådgivande.
Familjen Prince har donerat hundratusentals kronor till Trumps valkampanj. 
Eriks syster, Betsy DeVos har utsetts till utbildningsminister av Donald Trump.

Erik har i kontakter med högertidningen Breitbart News chef, och numera Trumps rådgivare Steve Bannon, propagerat för att man borde återinföra det ökända Operation Fenix, dvs. CIA:s grupp av lönnmördare, uppsatt under Vietnamkriget. Metoden skulle återinföras riktad mot ISIS.

## Dokumentär
- Shadow Company på Internet Movie Database (engelska), en dokumentär från 2006, om privata militära företag.